# 1485
1485 је била проста година.

## Догађаји

### Август
- 22. август — Енглески краљ Ричард III је погинуо у бици код Босворта, чиме је окончан Рат ружа и на престо дошао Хенри VII из нове династије Тјудор.